# Кулизьке сільське поселення
Кулизьке сільське поселення — муніципальне утворення у складі Вятськополянського району Кіровської області Росії.
Центр — село Кулиги.

## Історія
Кулизьке сільське поселення утворено 1 січня 2006 року відповідно до Закону Кіровської області від 07.12.2004 № 284-ЗО.Село Кулиги, центр Кулизького сільського округу.

## Населення
| 2010 | 2012  | 2013 | 2014 | 2015 | 2016 | 2017 |
| ---- | ----- | ---- | ---- | ---- | ---- | ---- |
| 1071 | ↘1006 | ↘943 | ↘907 | ↘858 | ↘849 | ↗851 |

## Склад
До складу поселення входять 5 населених пунктів (населення, 2010):
- село Кулиги — 697 осіб;
- присілок Биз — 8 осіб;
- присілок Куршино — 344 особи;
- присілок Пеньки — 19 осіб;
- присілок Стара Білогузка — 3 особи.